# Capricornis
Capricornis es un género de mamíferos artiodáctilos de la familia Bovidae conocidos vulgarmente como seraus. Habitan al centro y oriente de Asia. Anteriormente las especies asignadas al género se clasificaban dentro del género Naemorhaedus, el cual contiene actualmente solo los gorales.

## Especies
Se reconocen las siguientes especies:
- Capricornis crispus
- Capricornis milneedwardsii
- Capricornis rubidus
- Capricornis sumatraensis
- Capricornis swinhoei
- Capricornis thar

Como sus parientes más pequeños, los gorales, los seraus pastan con frecuencia en elevaciones rocosas. Son menos ágiles y lentos que los miembros del género Naemorhaedus, sin embargo, son capaces de escalar pendientes para escapar de los depredadores o buscar refugio durante los inviernos fríos o veranos calurosos. Los seraus, a diferencia de los gorales, usan sus glándulas odoríferas preorbitales para dejar marcas de olor.
El color varía según la especie, región e individuo. Ambos sexos tienen barbas y pequeños cuernos con frecuencia más cortos que la longitud de la orejas.